# 葛瑞戈里·索托
葛瑞戈里·索托（英語：Gregory Soto，1995年2月11日—），為美國職棒大聯盟的投手，目前效力於紐約大都會。他先前曾效力於老虎、費城人與金鶯等隊。

## 職業生涯

### 底特律老虎
索托在2012年與老虎簽約，並在2019年5月11日登上大聯盟。他以先發投手身分在雙重賽完成初登場，該年他先發7場比賽，其餘時間都擔任牛棚投手，防禦率為5.77。
2020年8月29日，他拿下生涯首次救援成功。整季他吞下1敗，防禦率4.30。2021年，索托首度入選明星賽。當時他拿下4勝1敗，防禦率2.18。他在明星賽主投1局，並被J·T·瑞爾穆托敲出陽春砲。他在9月17日的比賽被強襲球擊中手指，導致剩餘球季報銷。整季他拿下6勝3敗，防禦率3.39，並拿下18次救援成功。
2022年，他依舊擔任球隊的終結者。他在上半季繳出2.67的防禦率，並拿下17次救援成功，成功再度入選明星賽。整季他的防禦率為3.28，並拿下30次救援成功。

### 費城費城人
2023年1月7日，老虎將索托和Kody Clemens交易到費城人，換來Matt Vierling、Nick Maton和Donny Sands。該年他出賽69場比賽，防禦率為4.62，並拿下3次救援成功。
2024年，索托繳出4.08的防禦率，並拿下2次救援成功。

### 巴爾的摩金鶯
2024年7月30日，費城人將索托給交易到金鶯，換來Seth Johnson和Moisés Chace。他在前三場出賽防禦率高達5.09，不過後面漸入佳境。後面16.1局投球防禦率僅1.10，被打擊率僅有1成90。金鶯在這年拿下外卡資格闖進季後賽，索托登板一場，最後金鶯2連敗被皇家橫掃。2025年，索托的防禦率為3.96。

### 紐約大都會
2025年7月25日，金鶯將索托給交易到大都會，換來Wellington Aracena和Cameron Foster。

## 外部連結
- 球員資訊和成績在MLB ，ESPN ，Baseball Reference ，Baseball Reference (Minors) ，Fangraphs （英文）
- 葛瑞戈里·索托在台灣棒球維基館上的頁面（繁體中文）